# Tiarei
Tiarei – miasto w Polinezji Francuskiej, na wyspie Tahiti. Według danych szacunkowych na rok 2008 liczy 2 589 mieszkańców.